# Мори, Антония Каэтана
Антония Каэтана Мори (англ. Antonia Coetana de Paiva Pereira Maury; 21 марта 1866, Колд-Спринг, Нью-Йорк — 8 января 1952 или 18 января 1952, Доббс-Ферри, Нью-Йорк) — американский астроном, орнитолог и натуралист.

## Биография
Родилась в Колд-Спринг-он-Хадсон (штат Нью-Йорк) в семье проповедника и натуралиста. В её роду были французские гугеноты, отплывшие в Вирджинию, и португальские аристократы, бежавшие в Бразилию от Наполеоновских войн. Племянница Генри Дрейпера и внучка Джона Уильяма Дрейпера. В 1887 году окончила Вассар-колледж, в 1888—1935 годах — сотрудница Гарвардской обсерватории (сначала — вычислитель, потом — астроном).
Основные труды в области спектральной классификации звёзд и изучения спектрально-двойных звёзд. После обнаружения Э. Ч. Пикерингом первой спектрально-двойной звезды (Мицара) измерила её период. В 1889 нашла вторую спектрально-двойную (β Возничего) и определила её период; затем открыла и изучила большое число звёзд этого типа . На протяжении очень длительного времени изучала изменения в спектре переменной β Лиры. Выполнила более детальную спектральную классификацию части ярких звёзд «Дрэперовского каталога звёздных спектров», в ходе которой обнаружила различия в ширине линий в спектрах звёзд одного и того же спектрального класса. Для разделения этих звёзд впервые ввела в систему классификации второй параметр — индексы a, b, c для звёзд с диффузными, нормальными и резкими линиями. Составила каталог 681 яркой звезды северного неба с такой классификацией (1897). Дальнейшее изучение различий, установленных Мори, привело Э. Герцшпрунга в 1905 к открытию двух типов звёзд — гигантов и карликов, и он их объяснил как проявление различия в светимостях звёзд.
Лауреат премии Энни Кэннон (1943).
Кратер Мори на Луне назван в честь неё и Мэттью Фонтейна Мори.